# Palau de Queluz

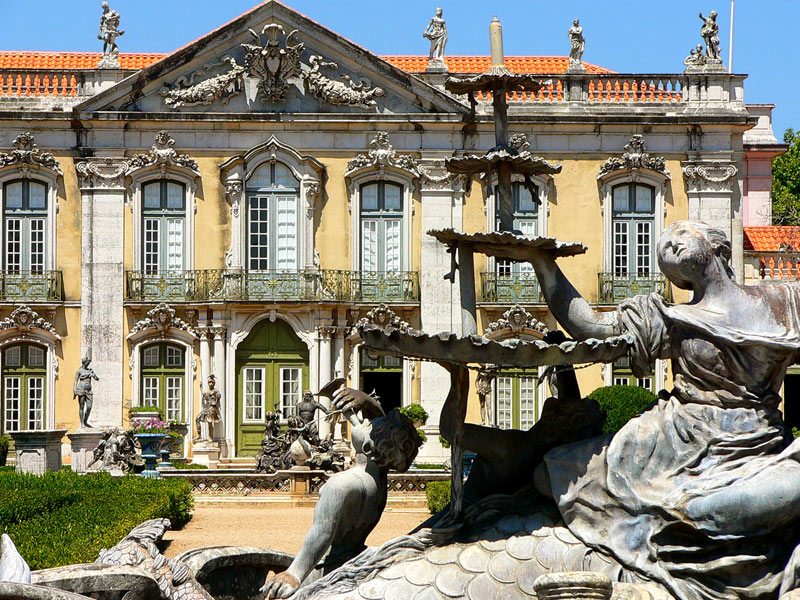
El Palau Reial de Queluz des dels jardins

El Palau Reial de Queluz (en portuguès Palácio Real de Queluz), també conegut com a Palau Nacional de Queluz, és un dels principals palaus de la família reial portuguesa, que va ser la principal residència dels membres de la Casa de Bragança. Al seu voltant es va desenvolupar la població de Queluz, ciutat propera a Lisboa pertanyent al municipi de Sintra.
El va fer construir l'any 1747 l'infant i després rei Pere III a l'emplaçament ocupat per un palau d'origen rural dels marquesos de Castelo Rodrigo. El cos principal del palau fou iniciat l'any 1758 sota les ordres de la reina Maria. A partir de l'any 1755, el palau prengué gran importància a conseqüència de la devastació de la ciutat de Lisboa després del Gran Terratrèmol de l'1 de novembre de 1755.
Els principals arquitectes del recinte són els portuguesos Mateus Vicente de Oliveira i Manuel Caetano de Sousa, a més a més del francès Jean-Baptiste Robillon.
Conegut com el Versalles portuguès, la participació dels millors arquitectes, decoradors i jardiners d'Europa ajudaren a convertir el recinte del Palau Reial en un referent de l'arquitectura palatina del segle xviii. Malgrat la influència francesa i italiana, el palau té trets típicament portuguesos, tals com la rajola blava, els famosos azulejos.
Amb l'ocupació francesa de l'any 1807, el palau patí seriosos danys i en ell es signà en 1808 la Convenció de Sintra, per la que l'exèrcit francès va ser evacuat de Portugal amb tot el seu equipament per la Royal Navy fins a Rochefort i Lorient l'octubre en tres viatges. El palau entrà en un progressiu declivi a conseqüència de la construcció de diferents palaus reials a la veïna Sintra. El palau fou donat pel rei Manuel II al Patrimoni Nacional portuguès.
Avui dia és una de les excursions preferides dels turistes que visiten la capital portuguesa i desitgen conèixer el patrimoni històric pròxim a la ciutat.